# Српски перпер
Српски перпер била је фиктивна валута коришћена у Српском царству за време цара Душана Силног. Име је добио по византијском новцу – хиперпирјону. Перпер је био прилично јака валута, државни порез је износио један перпер на кућу годишње.
Перпера није постојала у физичком смислу, већ апстрактном. Како би се веће количине сребрног динара, тадашње српске монете, лакше обрачунале, користила се перпера која је означавала 12 динара. 
Име перпер, тј. перпера долази од хиперпирјона, златног византијског новца који је увео цар Алексије I Комнин. Име новца значи хипер (изузетно, супер) прочишћен јер је и настао како би заменио солид. Солид је био златни новац уведен у време позног Римског царства, чији је стандард дефинисао Константин Велики. Међутим, временом је Царство слабило и сиромашило, па је грамажа и чистота злата у кованицама опадала, а са њом и вредност солида који је на крају био готово безвредан.